# Piletocera chloronota
Piletocera chloronota là một loài bướm đêm trong họ Crambidae.